# 奥田彩友
奥田 彩友（おくだ あゆ、2001年〈平成13年〉1月7日 - ）は、日本の女性アイドル、歌手、モデル（ファッションモデル）、タレント。KAWAII LAB.所属の女性アイドルグループSWEET STEADYのメンバーで、同じくKAWAII LAB.にかつて所属したIDOLATERのオリジナルメンバー、KAWAII LAB. MATESの元メンバー。アソビシステム所属。福井県出身。
ライブアイドルとしてステージに立つ傍ら、ファッション誌Zipperレギュラー掲載、ランウェイ出演等のモデル活動を行っている。2024年よりAYU OKUDA名義でソロ歌手としても活動している。所属レーベルはASOBIMUSIC。

## 略歴
福井県出身で、啓新高等学校ファッションデザイン科を卒業している。
高校在学中の2018年、アソビシステムが設立10周年を記念して主催した「ASOBISYSTEM THE AUDITION 2018」に参加し、ファイナリストに選出。高校卒業後すぐに上京し、同オーディションファイナリストにより2019年3月に結成されたアイドルグループ「IDOLATER」のオリジナルメンバーとしてデビューした。
2022年2月14日のKAWAII LAB.発足、IDOLATERの同プロジェクトへの参加に伴いKAWAII LAB.所属となる。
2022年3月に復刊した祥伝社のファッション誌Zipperに復刊第1号よりZipperモデル「パチパチズ」として登場。以後モデルとして同誌にレギュラー掲載されており、2023年9月発刊の秋号からは「奥田彩友のはしやすめ」と題した個人の冠連載コーナーも持っている。
2023年8月7日、国立代々木競技場第二体育館にて開催された「IDOL RUNWAY COLLECTION supported by TGC」のランウェイに出演。
デビューから4年半となる2023年10月15日をもってIDOLATERが解散。奥田は引き続きアソビシステムに所属し、約1か月後の11月21日に始動したKAWAII LAB.からアイドルデビューを目指す次世代メンバー・「KAWAII LAB. MATES」の発足メンバーとなる。
2024年1月、KAWAII LAB.の新グループSWEET STEADYの情報が公開され、奥田も結成メンバーとして発表される。同年3月4日、恵比寿 ザ・ガーデンホールにて行われたライブ『KAWAII LAB. SESSION 〜SWEET STEADY〜』で再びのアイドルデビューを果たした。
2024年12月4日、AYU OKUDA名義で『PIKA PIKA』を配信リリースしソロ歌手としてデビュー。2025年の誕生日翌日となる1月8日には2枚目のシングル「Procraaa」を配信。ヒップホップやブレイクビーツの楽曲を通してSWEET STEADYでのグループ活動とは異なる表情を見せている。

## 人物
高校で服飾デザインを学んだ経験から衣装制作を得意としており、IDOLATER活動時には1stワンマンライブのためにメンバー3人全員分の衣装をデザインから縫製まで一人で製作した。自身が活動するアイドルグループへの衣装提供には他にKAWAII LAB. MATES初単独ライブでのTシャツアレンジ衣装のデザイン・製作作業がある。
アイドルやモデルに興味を持ったきっかけはでんぱ組.incの最上もがが「Zipper」の表紙に掲載されていたのを見たことで、そこから三戸なつめや瀬戸あゆみ、AMIAYAらアソビシステム所属のモデルを好きになったことが上述のオーディション参加につながる。結果として自身もZipperモデルを務めることとなった。なお、IDOLATER時代よりアドバイザー役を担い、後にKAWAII LAB.の総合プロデューサーとなる木村ミサも奥田と同じZipperモデル（パチパチズ）出身である。

## エピソード
SWEET STEADYの8th配信シングル表題曲「新世界クレッシェンド」は元々IDOLATERの持ち曲であったものを作詞・作曲の和田敏明とメンバーらによりリライトしたものであり、これは奥田が両グループのメンバーを歴任した経緯によるものである。SWEET STEADY版の配信ジャケットのタイトルは奥田の手書きデザインとなっている。2025年1月7日、自身の誕生日当日にSWEET STEADYとして開催した『奥田彩友生誕祭2025』では元IDOLATERメンバー5人（奥田含む）が再集結し、両グループ共演の機会となった。
ソロ名義のAYU OKUDAは奥田彩友との間に「別人設定」があり、2ndシングル「Procraaa」リリースにあたっては奥田本人が「AYU OKUDAになりきって歌いました」とコメントしている。

## 作品

### 配信シングル
| #  | タイトル      | 作詞       | 作曲    |
| -- | ------------- | ---------- | ------- |
| 1. | 「PIKA PIKA」 | Grace Aimi | Licaxxx |

| #  | タイトル                         | 作詞          | 作曲        | リミキサー  |
| -- | -------------------------------- | ------------- | ----------- | ----------- |
| 1. | 「Procraaa」                     | Cheshire Yums | Stones Taro |             |
| 2. | 「PIKA PIKA(Stones Taro Remix)」 | Grace Aimi    | Licaxxx     | Stones Taro |

## 出演

### ランウェイ
- SAPPORO COLLECTION 2023 SPRING/SUMMER[35]（2023年5月7日、札幌コンベンションセンター[36]）
- IDOL RUNWAY COLLECTION supported by TGC（2023年8月7日、国立代々木競技場第二体育館）[15]
- IDOL RUNWAY COLLECTION 2025 supported by TGC（2025年3月2日予定、国立代々木競技場第一体育館）[37]

### 雑誌
- 月間ウララ2020年4月号「BUZZMUSIC!」[38]

福井県の地元メディア。福井県出身の注目アーティストとしてIDOLATER紹介に伴い奥田個人のコメントを掲載。
- Zipper（祥伝社）

季刊ファッション誌。2022年3月春号の復刊よりレギュラーモデル。2023年9月秋号より冠コラム「奥田彩友のはしやすめ」連載中。

### ウェブメディア
- ASBS「【50 Questions】ファッション系アイドル奥田彩友（IDOLATER）に50の質問！」（2020年10月14日）
  - 動画版[1]
  - テキスト版[39]
- ENTAME next『直撃次世代美少女』 第1回（2021年5月19日）[27]
- Droptokyo『FOCUS ON TOKYO'S ICON! 奥田彩友 vol.1』（2024年3月1日）[40]

株式会社ウィークデーが運営するファッションウェブメディアによるスナップ特集。